# József Gyuricza
József Gyuricza (Hódmezővásárhely, 16 de enero de 1934-Budapest, 11 de marzo de 2020) fue un deportista húngaro que compitió en esgrima, especialista en las modalidades de florete y sable.
Participó en tres Juegos Olímpicos de Verano entre los años 1956 y 1964, obteniendo una medalla de bronce en Melbourne 1956 en la prueba por equipos. Ganó diez medallas en el Campeonato Mundial de Esgrima entre los años 1953 y 1966.

## Palmarés internacional
| Juegos Olímpicos   | Juegos Olímpicos         | Juegos Olímpicos  | Juegos Olímpicos    |
| Año                | Lugar                    | Medalla           | Prueba              |
| ------------------ | ------------------------ | ----------------- | ------------------- |
| 1956               | Melbourne (Australia)    | Medalla de bronce | Florete por equipos |
| Campeonato Mundial |                          |                   |                     |
| Año                | Lugar                    | Medalla           | Prueba              |
| 1953               | Bruselas (Bélgica)       | Medalla de bronce | Florete por equipos |
| 1954               | Luxemburgo (Luxemburgo)  | Medalla de bronce | Florete por equipos |
| 1955               | Roma (Italia)            | Medalla de oro    | Florete individual  |
| 1955               | Roma (Italia)            | Medalla de plata  | Florete por equipos |
| 1957               | París (Francia)          | Medalla de oro    | Florete por equipos |
| 1959               | Budapest (Hungría)       | Medalla de bronce | Florete por equipos |
| 1961               | Turín (Italia)           | Medalla de plata  | Florete por equipos |
| 1962               | Buenos Aires (Argentina) | Medalla de plata  | Florete por equipos |
| 1962               | Buenos Aires (Argentina) | Medalla de plata  | Sable por equipos   |
| 1966               | Moscú (URSS)             | Medalla de plata  | Florete por equipos |